# 顏惡頭
颜恶头（？—532年），北魏章武郡（郡治今河北省大城县西）人，精通《易》筮。
颜恶头以卦卜为生，语多应验。颜恶头对人说：“长乐王某年某月某日当为天子。”有人姓张，听说後，多次以宝物献给他，请求东益州刺史。到时候，天子擢张氏任用。颜恶头说自己厄在彭城。后游历东都，正好彭城王尔朱仲远将伐高欢于邺城，召颜恶头卜筮。颜恶头不知忌讳，以为必败，高声言：“大恶。”尔朱仲远大怒，将他杀死。结果韓陵之戰，尔朱仲远大败于高欢。